# Долнє Брезово
Долнє Брезово (словен. Dolnje Brezovo) — поселення в общині Севниця, Споднєпосавський регіон, Словенія. Висота над рівнем моря: 174,4 м.